# Gare de Maromme
Gare de Maromme vasútállomás Franciaországban, Maromme településen.

## Vasútvonalak
Az állomást az alábbi vasútvonalak érintik:
- Párizs–Le Havre-vasútvonal

## Kapcsolódó állomások
A vasútállomáshoz az alábbi állomások vannak a legközelebb:
- Gare de Rouen-Rive-Droite
- Gare de Malaunay - Le Houlme